# Левешка
Левешка — река в России, протекает по территории Онежского района Архангельской области. Длина реки — 14 км, площадь водосборного бассейна — 284 км².
Река образуется слиянием двух ручьёв Суласручей и Хендручей на высоте 35,4 м над уровнем моря.
Течёт преимущественно в северо-западном направлении по заболоченной местности.
Река в общей сложности имеет 10 притоков суммарной длиной 21 км.
Втекает на высоте 20,4 м над уровнем моря в Кушереку, впадающую в Онежскую губу Белого моря (Поморский берег).
В устье реки располагается посёлок Куша Золотухского сельского поселения.
Код объекта в государственном водном реестре — 03010000212102000007612.